# Концерн «Автоматика»
АО "Концерн "Автоматика" (другие названия — НИИ Связи, НИИ-2 и «Марфинская шарашка») — интегрированная структура, осуществляющей разработку систем и комплексов, предназначенных для обеспечения защиты информации. Предприятия Концерна "Автоматика" осуществляют проектирование, производство и модернизацию технических средств и систем защищенной связи, развивают технологии и методы криптографической защиты информации, систем автоматизированного управления и аппаратно-программных комплексов, разрабатывают IT-решения для заказчиков различных отраслей экономики.
В прошлом — спецтюрьма № 16 МВД СССР (в 1948 году преобразована в спецтюрьму № 1 МГБ СССР), известная также как «объект номер 8», созданная в 1947—1948 годах в здании бывшего детского приюта. Описана в романе А. И. Солженицына «В круге первом» и в воспоминаниях Л.З. Копелева «Утоли моя печали».  
Находилась в Москве в районе Марфино по адресу Ботаническая улица, дом 25. 
Организация занималась созданием аппаратуры для радиоразведки, разработкой телефонных шифраторов и криптоанализом телефонных переговоров для органов госбезопасности СССР. К работам привлекали заключённых.
По состоянию на 2022 год это АО «Концерн „Автоматика“» (бывший ФГУП «НИИ Автоматики»), вошёл в состав «Ростеха» в 2014 году
В 2019 году одно из зданий предприятия было передано частной компании «Криптонит», которое открыло в нём в 2021 году Музей криптографии.